# Вероніка струмкова
Вероніка струмкова, їбунка (Veronica beccabunga) — багаторічна трав'яна рослина, вид роду Вероніка (Veronica) родини Подорожникові (Plantaginaceae). Декоративна рослина.

## Назва
Етимологія видової назви beccabunga нез'ясована. Згідно з одною з версій, вона походить від нім. bachbunge («струмковий пучок»), за іншою — від фламанд. bechpunge («ротострадник») — за терпкий смак листя.
Інші назви: вероніка джерельна, протачник бунка, протачник жерельний; бобівник, бунка, вероніка ключева, вероніка ручейна, мокрак, ибунка, ібунка, їбунка (варіанти останньої назви є народно-етимологічним переосмисленням латинської наукової назви beccabunga; пов'язання з нім. Bunge, сер.-в.-нім. bunge непереконливе).

## Ботанічний опис
Кореневище довге, косе, горизонтальне. Стебла висотою 10–60 см, біля основи вкорінюються, висхідні або прямостоячі у верхній частині, гіллясті, майже округлі, голі, вгорі рідко залозисто запушені.
Листки супротивні, звужені у черешок довжиною 5–7 (до 15) мм, пластинки округлі до довгасто-яйцеподібні, рідше ланцетні, довжиною 1–7 см, шириною 0,5–2,5 см, на верхівці тупі або тупуваті, по краю дрібно-пилчасті або зубчаті, іноді майже цілокраї, біля основи округлі або слабоклиноподібні, товстуваті, голі, блискучі, темно-зелені.
Китиці пазушні, парні, пухкі, 10–30 — квіткові, голі, незначно або вдвічі перевищують листя; квітки на відхилених, голих квітконіжках. Чашечка 4-роздільна, з довгасто-ланцетними, гострими, рівними, голими частками, ледь коротша від віночка; Віночок діаметром 4–9 мм, довжиною 2,5–4 мм, блідо-блакитний, з синіми смужками, яскраво-синій або темно-бузковий, рідше рожевий або білий, трохи перевищує чашечку, верхня лопать віночка широко яйцеподібна, іноді роздвоєна, бічні лопаті яйцеподібні, нижня вузько яйцеподібна. Тичинки коротші від віночка, з вигнутими нитками і великими яйцеподібними пиляками.
Плід — коробочка, майже куляста, довжиною 3-4 мм, міцна, роздута, не стиснута з боків, гола, з дуже маленькою виїмкою або без виїмки. Насіння еліптичне, завдовжки близько 0,5 мм, валькувате, по 20-30 у гнізді.

## Поширення
Вид поширений у Європі, Північній Америці та в Азії, в Україні — повсюдно. Росте по берегах струмків, річок, канав, на болотах.